# لافورزا
لافورزا (Laforza) خودرویی است که در سال‌های ۱۹۸۵ تا ۲۰۰۳تولید شده‌است. طراحی آن موتور جلو و خودرو چهار چرخ محرک بوده است. سیستم جعبه‌دندهٔ آن ۴ دنده به صورت خودکار است.

## نگارخانه

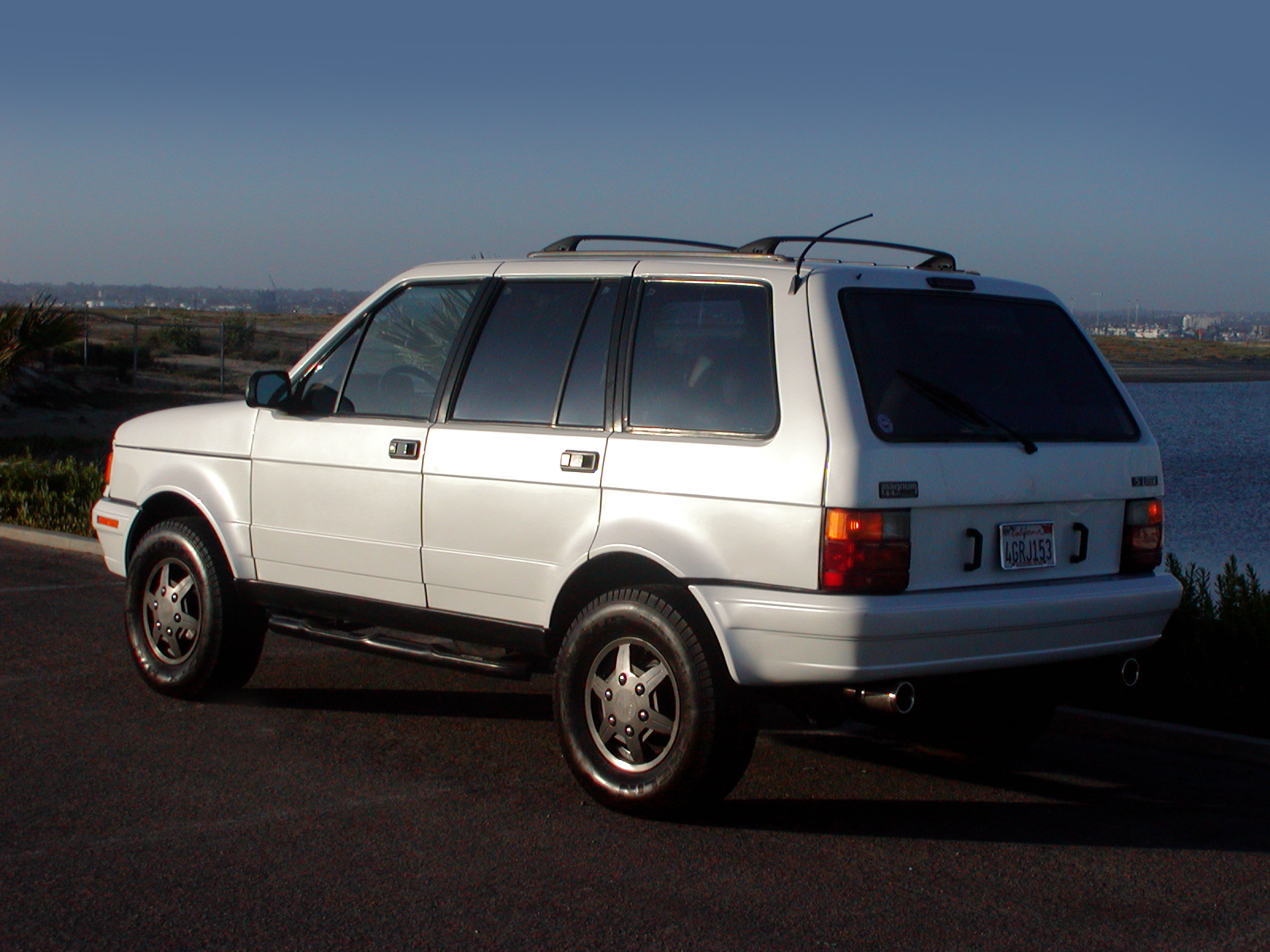
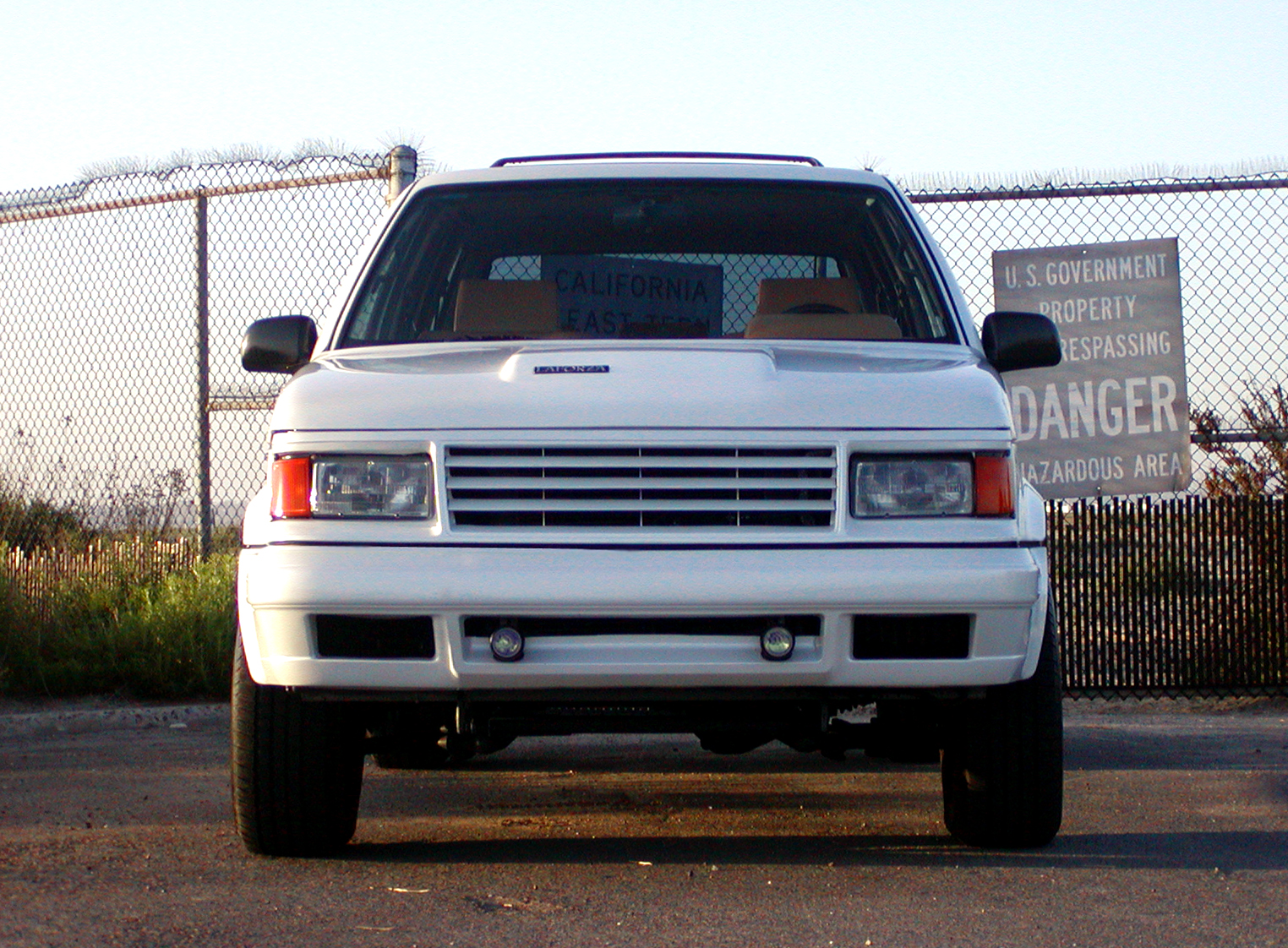
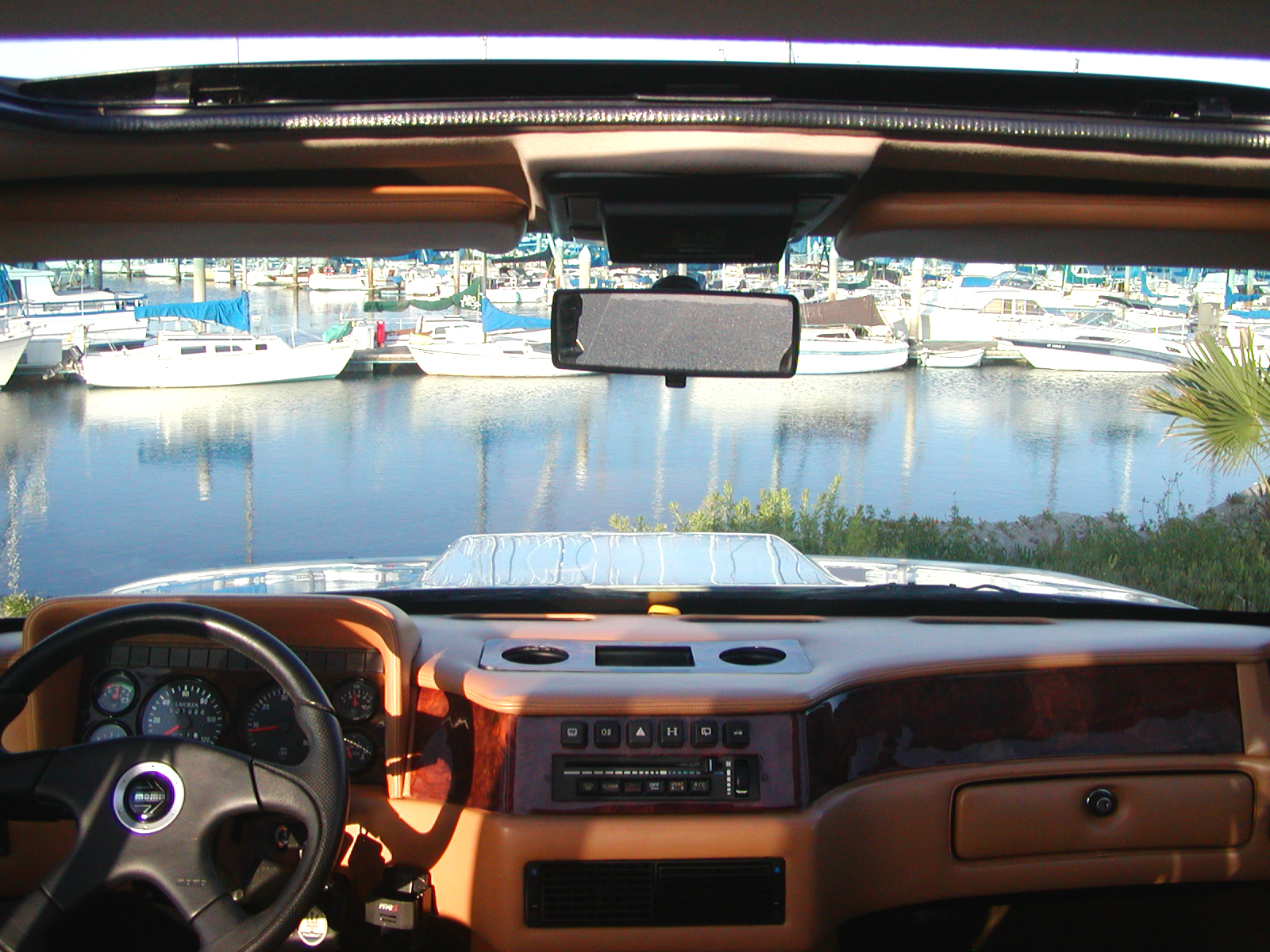